# Doda (Jammu-et-Cachemire)
Pour les articles homonymes, voir Doda.
Doda est une ville indienne située dans le district de Doda dans le territoire du Jammu-et-Cachemire. En 2011, sa population était de 21 605 habitants.